# Papilio gigon
Espèce
Papilio gigon ou Machaon à bandes des Célèbes est une espèce de lépidoptères (papillons) de la famille des Papilionidae. L'espèce est endémique d'Indonésie (Sulawesi, Sula, Talaud et Sangir, peut-être Banggai). 

## Description
Le dimorphisme sexuel est faible. L'imago mesure entre 10 et 12 cm d'envergure. Au revers les ailes sont noires. Les ailes antérieures portent une bande blanc crème morcelée et ont des stries d'écailles plus claires dans la cellule de l'aile. Les ailes postérieures portent des queues en forme de spatule, une bande blanc crème dans le prolongement de la bande des ailes antérieures et une série de macules submarginales triangulaires de même couleur. Il y a une petite macule orange pâle dans l'angle tornal.
Au revers les ailes antérieures sont marron foncé, avec la même bande blanc crème qu'à l'avers. Les veines sont en outre cernées de blanc crème, il y a des stries de même couleur dans la cellule de l'aile et des traits blanc crème entre les veines dans la partie marginale et submarginale de l'aile. Les ailes antérieures sont noires. Elles sont blanc crème à la base et portent une bande crème similaire à la bande de l'avers. Elles ont également de grandes macules submarginales et une série de petites macules marginales de même couleur. La partie médiane de l'aile porte de l'orangé et une mince bande irrégulière bleu gris sur un fond noir.

Le corps est noir au-dessus et blanc crème en-dessous.

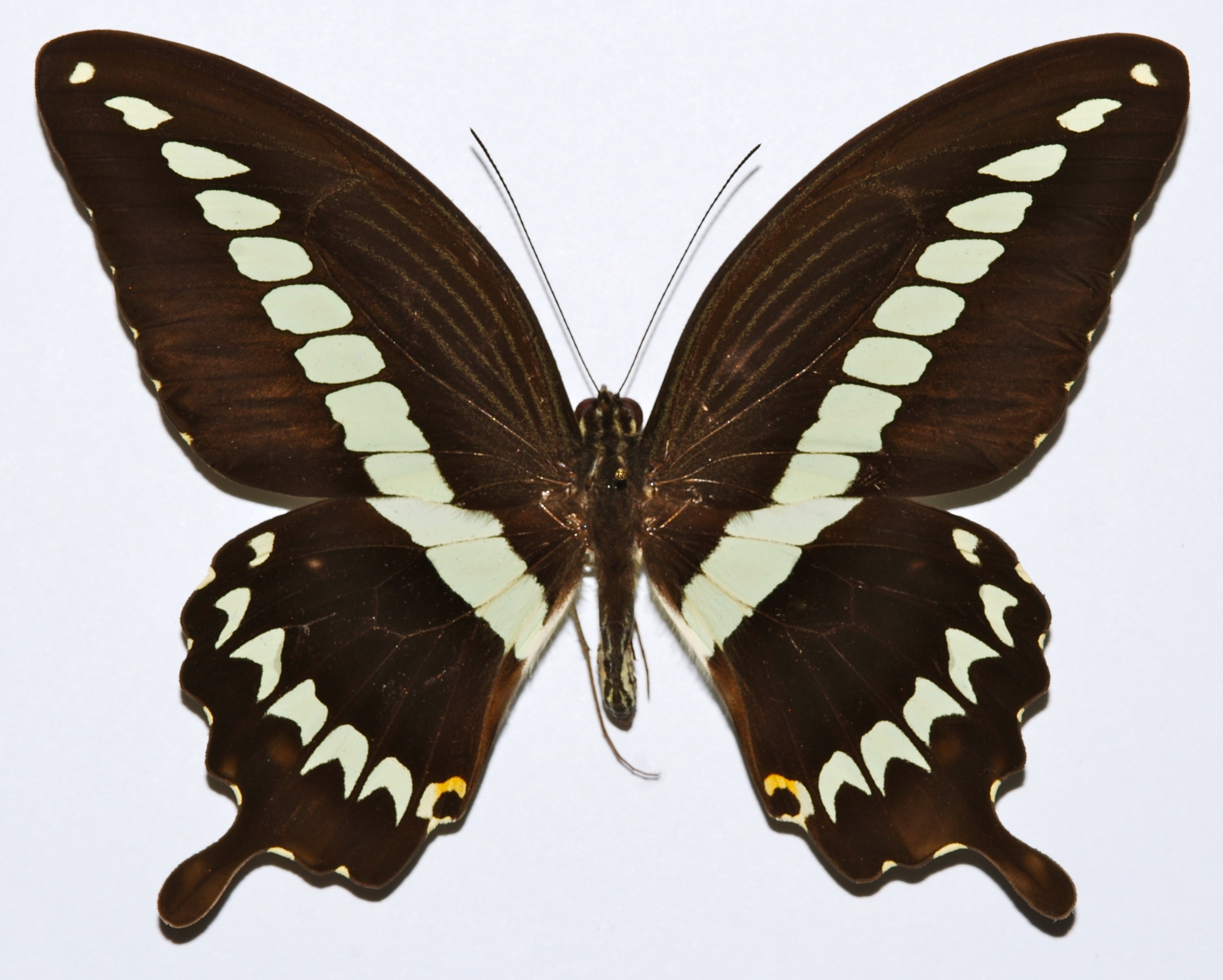
Papilio gigon gigon (avers)
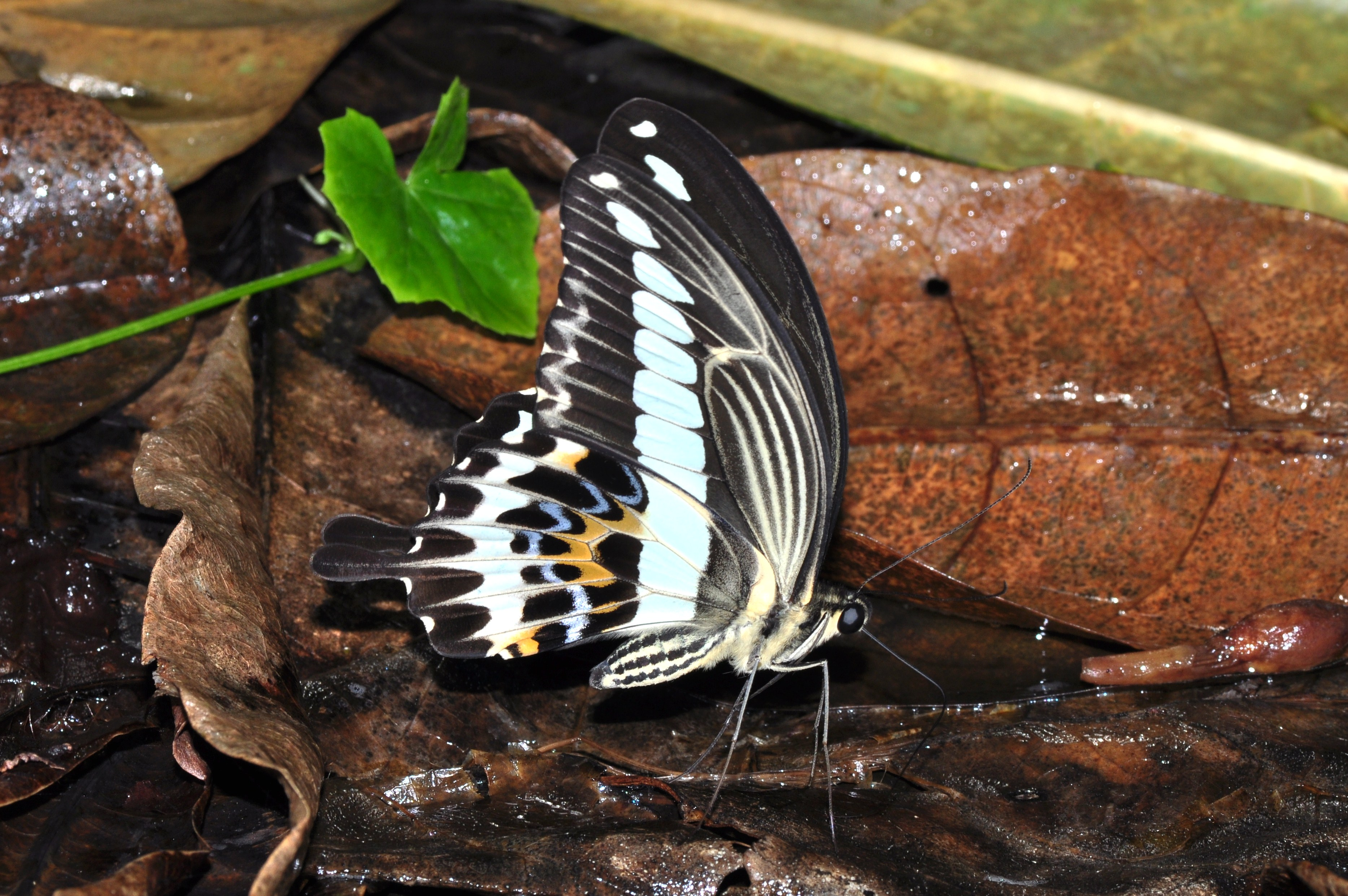
Papilio gigon ailes repliées (mâle)

## Écologie
La femelle pond ses œufs sur la plante-hôte. Cette espèce utilise comme plante-hôte Euodia latifolia, Euodia roxburghiana, Glycosmis pentaphylla et des espèces du genre Citrus.
Comme toutes les espèces de Papilionides les chenilles possèdent derrière la tête un osmeterium, organe fourchu qu'elles déploient pour faire fuir les prédateurs.

À la fin du stade larvaire la chenille se transforme en une chrysalide maintenue tête en haut par une ceinture de soie. Les adultes se nourrissent du nectar des fleurs.

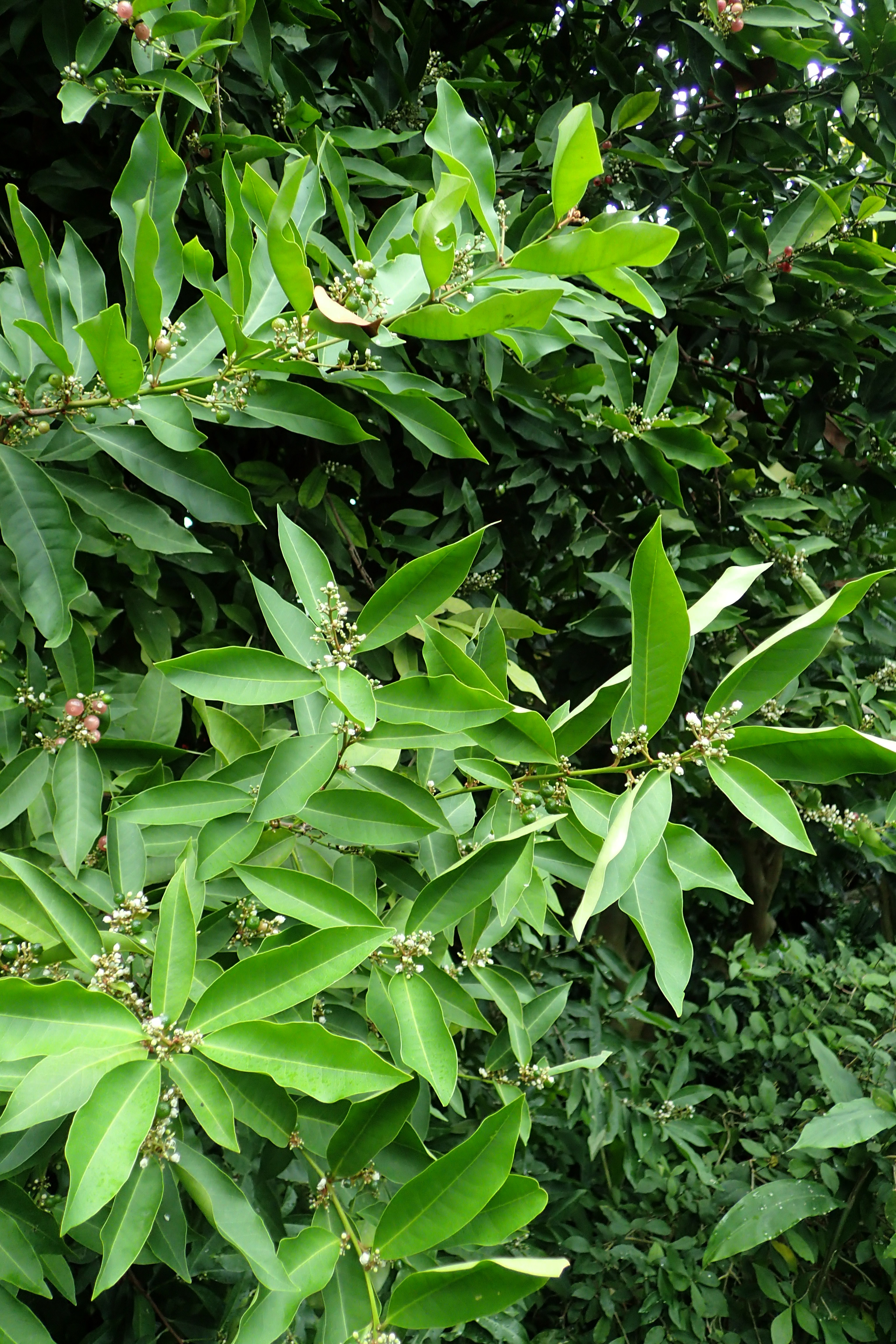
Glycosmis pentaphylla (plante-hôte)
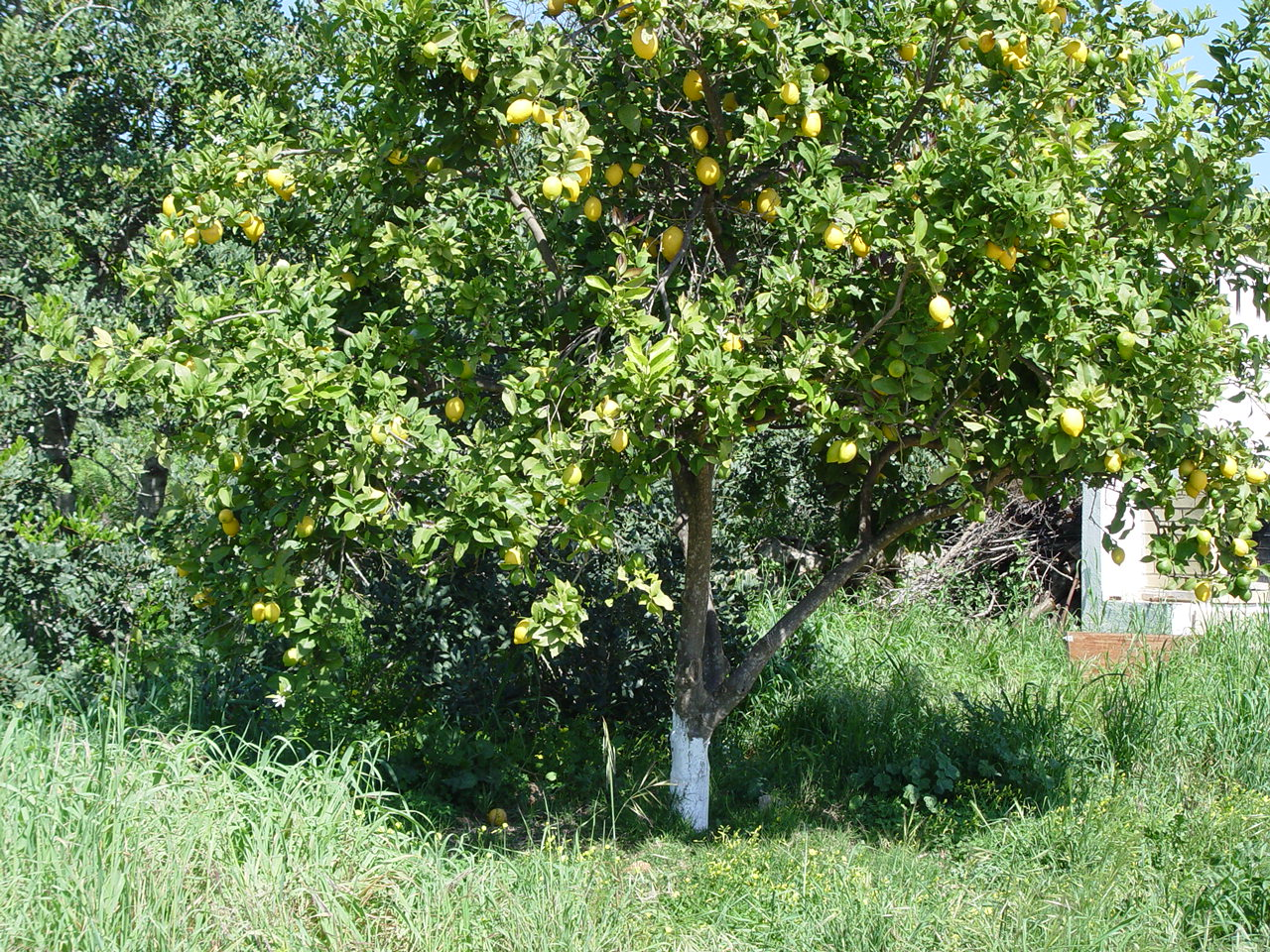
Citrus limon (citronnier), autre plante-hôte

## Habitat et répartition
Cette espèce est endémique de l'Indonésie, située dans l'écozone Indomalaise. L'espèce est présente sur les îles de Sulawesi, Banggai (?), Sula, Talaud et Sangir.

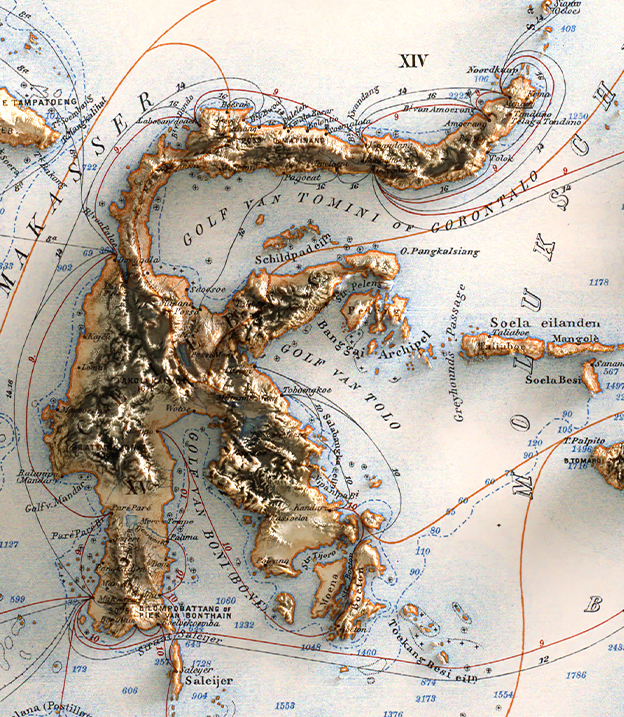
Carte de Sulawesi (Célèbes) avec les îles Banggai

## Systématique
L'espèce Papilio gigon a été décrite pour la première fois en 1864 par les entomologistes Cajetan von Felder et Rudolf Felder dans la revue Verhandlungen der Kaiserlich-Königlichen Zoologisch-Botanischen Gesellschaft in Wien.

### Sous-espèces[5]
- Papilio gigon gigon
- Papilio gigon mangolinus Fruhstorfer, 1899
- Papilio gigon neriotes Rothschild, 1908

## Papilio gigonet l'Homme

### Nom vernaculaire
L'espèce est appelée "Sulawesi Banded Swallowtail" en anglais.

### Menaces et conservation
L'espèce n'est pas évaluée par l'UICN. En 1985 elle était considérée comme non rare et ne semblait pas menacée.